# Las-Heras-Gletscher
Der Las-Heras-Gletscher (spanisch Glaciar Las Heras) ist eine Eiszunge an der Wilkins-Küste des Palmerlands im Süden der Antarktischen Halbinsel. Sie liegt im Smith Inlet in Verlängerung der Mündung des Clifford-Gletschers.
Argentinische Wissenschaftler benannten sie nach Juan Gregorio de Las Heras (1780–1866), einem General im Unabhängigkeitskrieg Argentiniens.